# Martin Eichler
Martin Maximilian Emil Eichler, född 29 mars 1912 i Pinnow i Tyskland, död 7 oktober 1992 i Basel i Schweiz, var en tysk talteoretiker.
Eichler avlade sin doktorsexamen vid Martin Luther-universitetet i Halle-Wittenberg år 1936. Under 1930-talet innehade Eichler ett antal temporära assistenttjänster speciellt i Göttingen och andra världskriget medförde ett större avbrott för honom. Efter kriget kunde han 1947 återvända till Göttingen. Han utsågs till biträdande professor vid Universitetet i Münster där han stannade till 1956 då han utsågs till ordinarie professor vid Universitetet i Marburg. Redan 1959 inbjöds han att efterträda Alexander Ostrowski (1893-1986) i Basel, där han sedan stannade. Han gifte sig med Erika Paffen och de fick två barn.
Eichler och Goro Shimura utvecklade en metod för att konstruera elliptiska kurvor från vissa modulära former.  Det motsatta begreppet att varje elliptisk kurva motsvaras av en modulär form kom senare att utgöra nyckeln till beviset av Fermats stora sats. Det har påståtts att Eichler sagt att "det finns fem fundamentala operationer i matematik nämligen addition, subtraktion, multiplikation, division och modulära former". Vare sig Eichler uttryckt detta eller inte visar påståendet på den stora betydelsen av modulära former i modern teori rörande primtal.

## Valda publikationer
- Quadratische Formen und orthogonale Gruppen, Springer 1952,[9] 1974
- Lectures on Modular Correspondences. Tata Institute. 1955; pbk, 169 pages
- Einführung in die Theorie der algebraischen Zahlen und Funktionen, Birkhäuser 1963; Eng. trans. 1966, Introduction to the theory of algebraic numbers and functions, in which a section on modular forms is added; pbk 2014 reprint of 1963 German original
- Projective varieties and modular forms 1971 (Riemann-Roch theorem);  2006 edition. https://books.google.com/books?id=P9LnCAAAQBAJ.
- with Don Zagier: The Theory of Jacobi forms, Birkhäuser 1985;  2013 edition. https://books.google.com/books?id=p_PTBwAAQBAJ.
- Über die Einheiten der Divisionsalgebren, Mathem. Annalen 1937
- Neuere Ergebnisse der Theorie der einfachen Algebren, Jahresbericht DMV 1937
- Allgemeine Integration linearer partieller Differentialgleichungen von elliptischem Typ bei zwei Grundvariablen, Abh. Math. Sem. Univ. Hamburg 15 (1947), 179–210. MR 0029054
- On the differential equation uxx + uyy + N(x)u = 0, Trans. Amer. Math. Soc. 65 (1949), 259–278 doi:10.1090/S0002-9947-1949-0029055-8
- Zur Algebra der orthogonalen Gruppen Mathem. Zeitschrift 1950
- Zahlentheorie der Quaternionenalgebren, Crelle J. vol. 195, 1955, with errata
- Quaternäre quadratische Formen und die Riemannsche Vermutung für die Kongruenz-Zetafunktion, Archiv Math. vol. 5, 1954, pp. 355–366 (Ramanujan-Petersson conjecture)
- Eine Verallgemeinerung der Abelschen Integrale, Math. Zeitschrift vol. 67, 1957, pp. 267-298
- Quadratische Formen und Modulfunktionen Acta Arithmetica vol. 4, 1958, pp. 217–239
- Eine Vorbereitung auf den Riemann-Rochschen Satz für algebraische Funktionenkörper, Crelle J. 1964
- Einige Anwendungen der Spurformel im Bereich der Modularkorrespondenzen, Mathem. Annalen 1967, (Eichler-Shimura theory)
- Eichler Eine Spurformel von Korrespondenzen von algebraischen Funktionenkörpern mit sich selber, Inv. Math. vol. 2, 1967 with corrections
- The basis problem for modular forms and the traces of the Hecke operators, Springer, Lecture notes Math. vol.320, 1973, pp. 75–152